# Vinterstadion, Saltsjöbaden

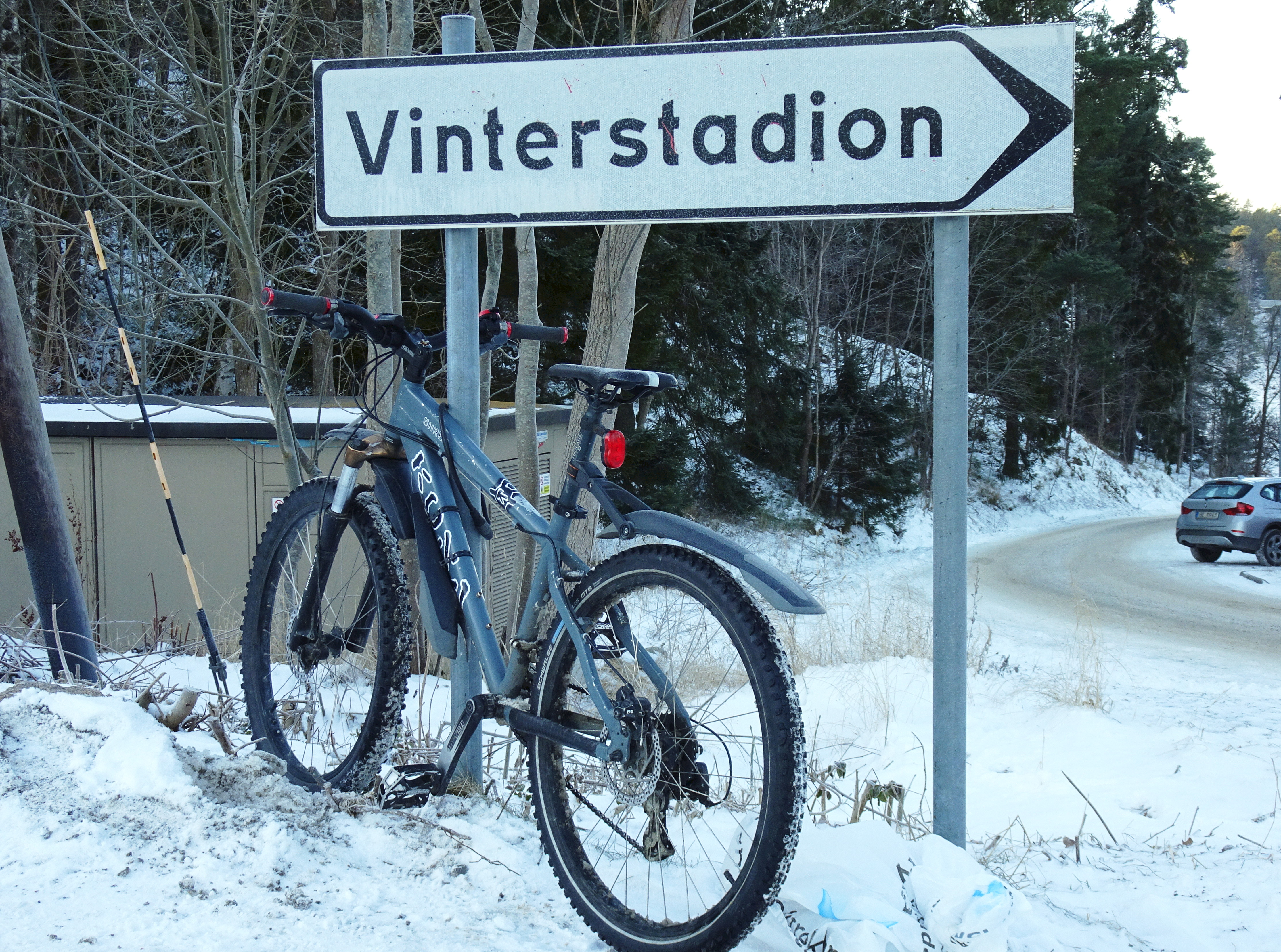
Vägskylt till Vinterstadion.

Vinterstadion är en skidanläggning i Saltsjöbaden, Nacka kommun. Anläggningen har sina rötter i en hoppbacke som byggdes i slutet av 1800-talet och som på 1930-talet hörde till Sveriges bästa, samt en bobbana som färdigställdes 1912. Sedan 1956 nyttjas Vinterstadions anläggningar av Saltsjöbadens rodelklubb och sedan 1976 av Saltsjöbadens slalomklubb. Namnet ”Vinterstadion” började användas redan på äldre stadsplaner. I folkmun kallas anläggningen ”Saltisbacken”. Området ingår sedan 2003 i Tattby naturreservat.

## Bakgrund
Saltsjöbaden blev kring sekelskiftet 1900 mycket besökt och orten var en medelpunkt för Stockholms idrottsliv: segling på sommaren och på vintern isjaktssegling, skridskoåkning, backhoppning samt skidlöpning. Den första vinteridrottstävlingen som avhölls i Saltsjöbaden var VM i hastighetsåkning som ägde rum på Neglingevikens is den 10 och 11 februari 1894. År 1901 arrangerades de första internationella stortävlingarna i vinteridrott, Nordiska spelen, i Saltsjöbaden. Enligt saltsjöbadsskildraren Gösta Blohm ville ledningen för Järnvägs AB Stockholm-Saltsjön göra Saltsjöbaden till ett svenskt Holmenkollen.

## Historiska bilder

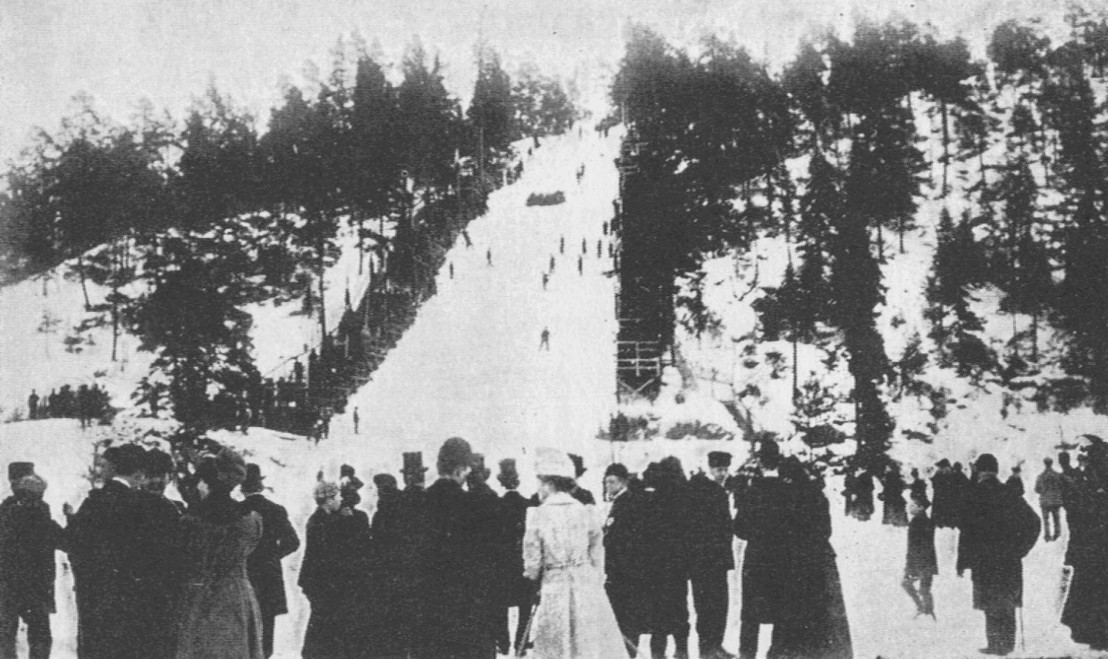
Saltsjöbadens hoppbacke 1910.
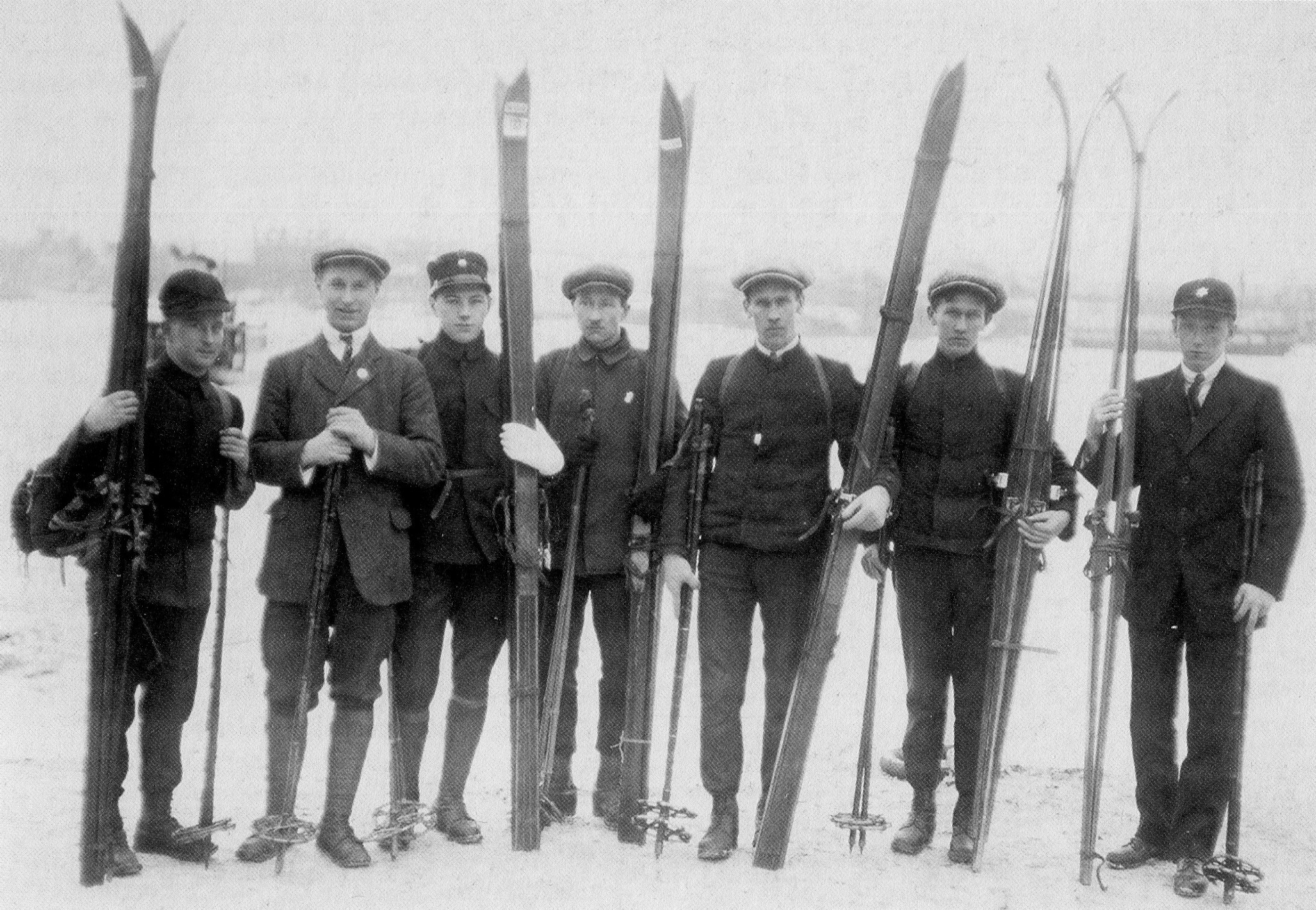
Norska skidåkare i Saltsjöbaden, 6 februari 1915.
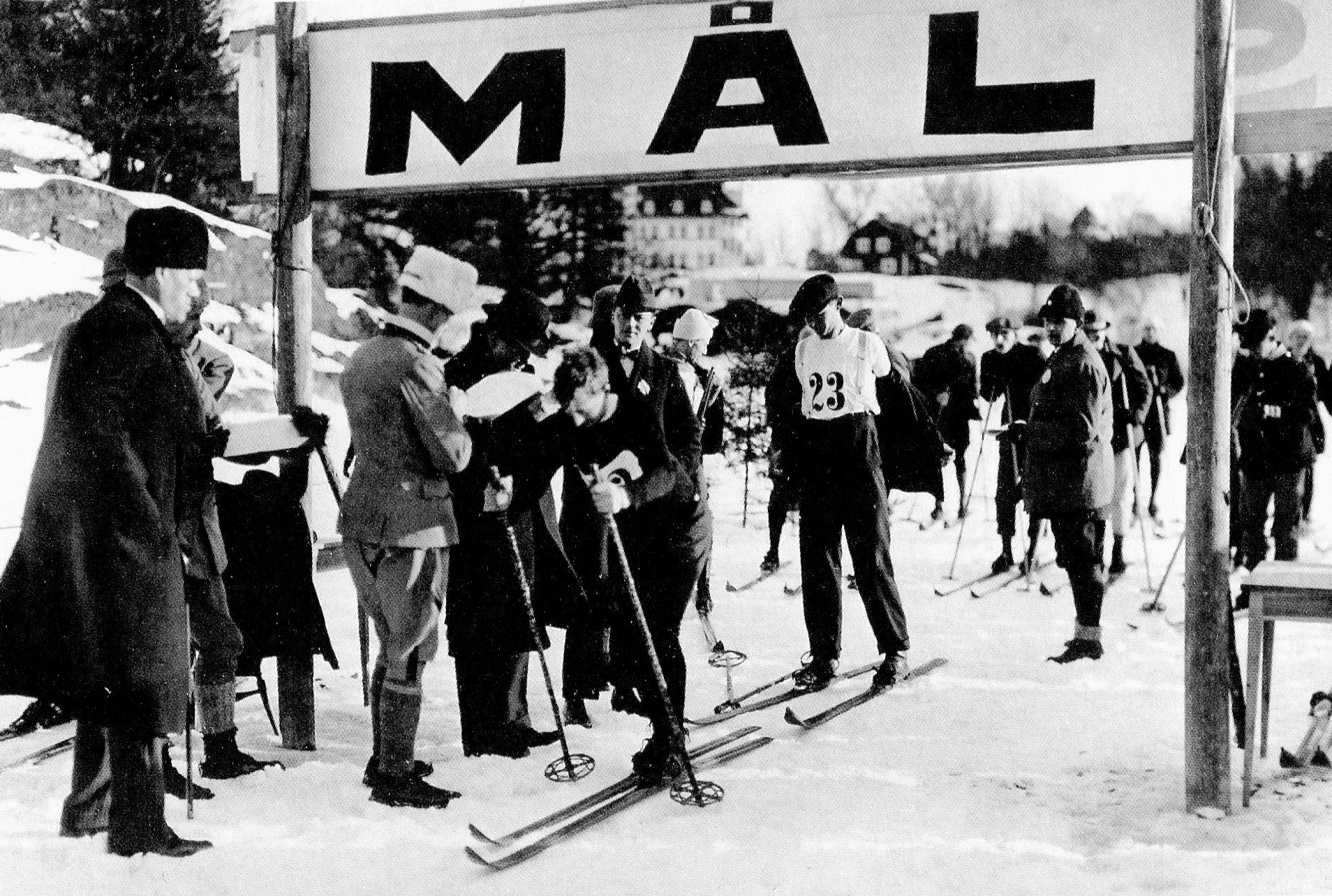
Start / Mål, skidtävling i Saltsjöbaden.
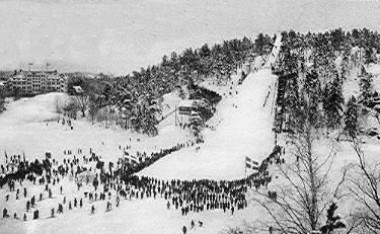
Saltsjöbadens hoppbacke på 1930-talet.
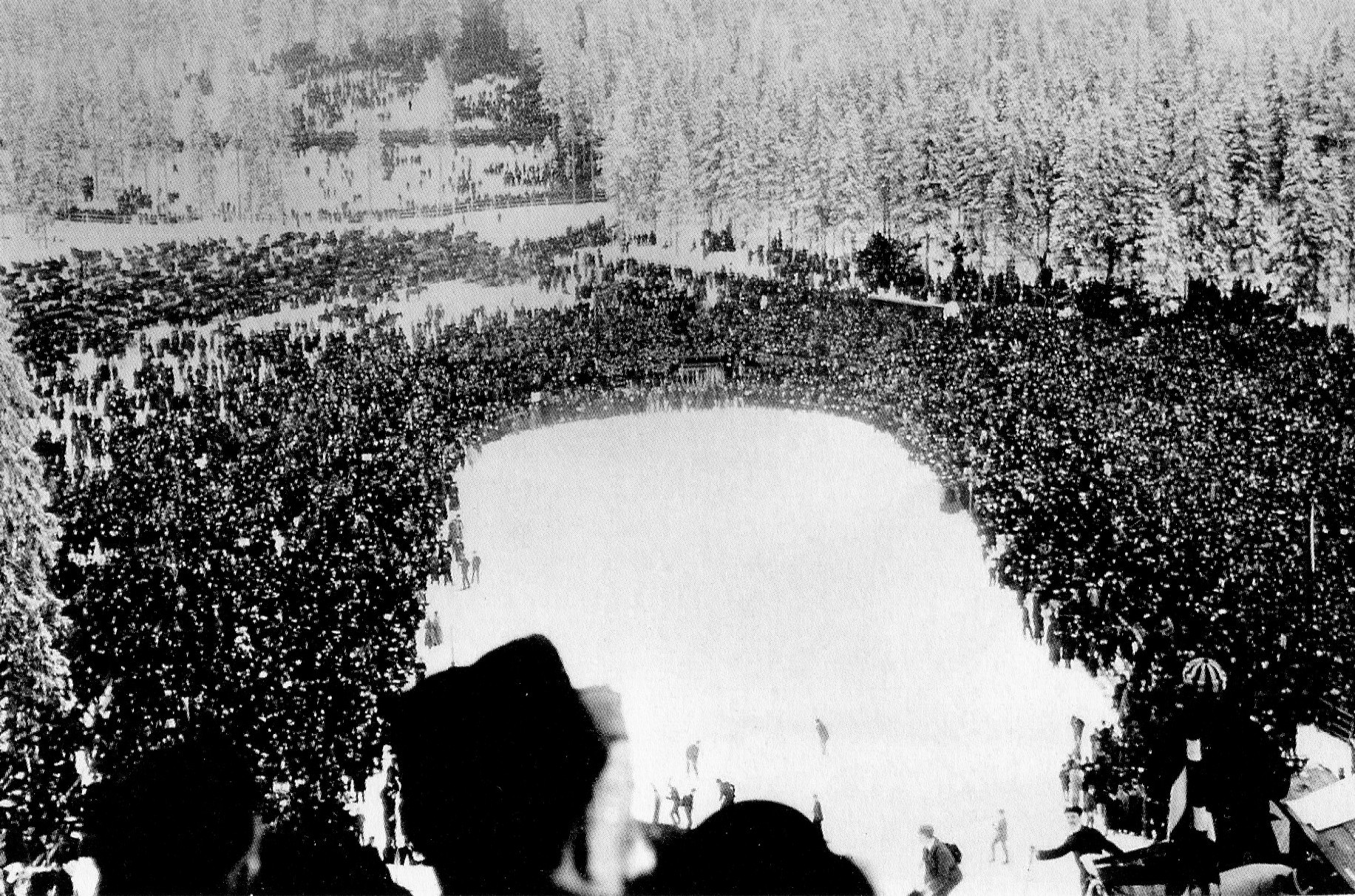
Saltsjöbadens hoppbacke på 1930-talet.

## Saltsjöbadens hopp- och slalombacke

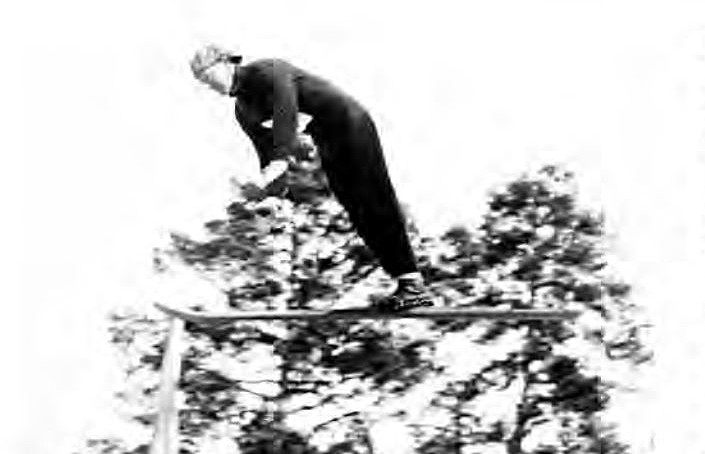
Axel-Herman Nilsson i Saltsjöbadens hoppbacke.

Järnvägsbolaget tog kontakt med Djurgårdens IF och 1895 kunde Saltsjöbadens nya hoppbacke invigas. Den byggdes på Karlsbaderbergets nordsluttning ner till Neglingeviken (sedan 1931 plats för Saltsjöbadens observatorium). Med sina 62 meters fallhöjd var det på sin tid en av Nordens största hoppbackar och besöktes av många norska hoppare. 
Det första rekordet låg på 16,3 meter. Men man ville hoppa längre och 1904 och 1910 byggdes hoppbacken om. I Saltsjöbaden hölls den första svenska mästerskapstävlingen i backhoppning en söndag i februari 1910. ”Täflingarne där höra till de stora händelserna, och åskådarne samlas i mångdubbla led för att se skidlöpare störta sig urför stupet, hvarvid längsta hittills mätta språng har varit 38,5 meter”. Så kunde man läsa i publikationen Stockholms förstäder och villasamhällen 1911. Ett rekordhopp med 41,5 meter hölls av Axel-Herman Nilsson (Djurgårdens IF) på 1920-talet.
År 1931 genomfördes ytterligare en ombyggnad, då räknades Saltsjöbadens hoppbacke till en av Sveriges bästa. Den sista backrekorden i Saltsjöbaden hade Holger Schön som 1931 hoppade 46,5 meter.
På 1930-talet byggdes en slalombacke i sluttningen strax väster om hoppbacken. Den ursprungliga hoppbacken lades ner i början av 1980-talet och är idag igenväxt. Bara några betongfundament i skogen och Skidbacksvägen påminner om dess tidigare existens. Slalombacken från 1930-talet är numera ombyggd och kompletterad med en långbacke som anlades på 1970-talet. Här finns idag en belyst slalombacke (längd 160 meter, fallhöjd 62 meter) och långbacken (längd 240 meter, fallhöjd 65 meter) samt lift, anläggning för konstsnö och klubbstuga.

## Nutida bilder

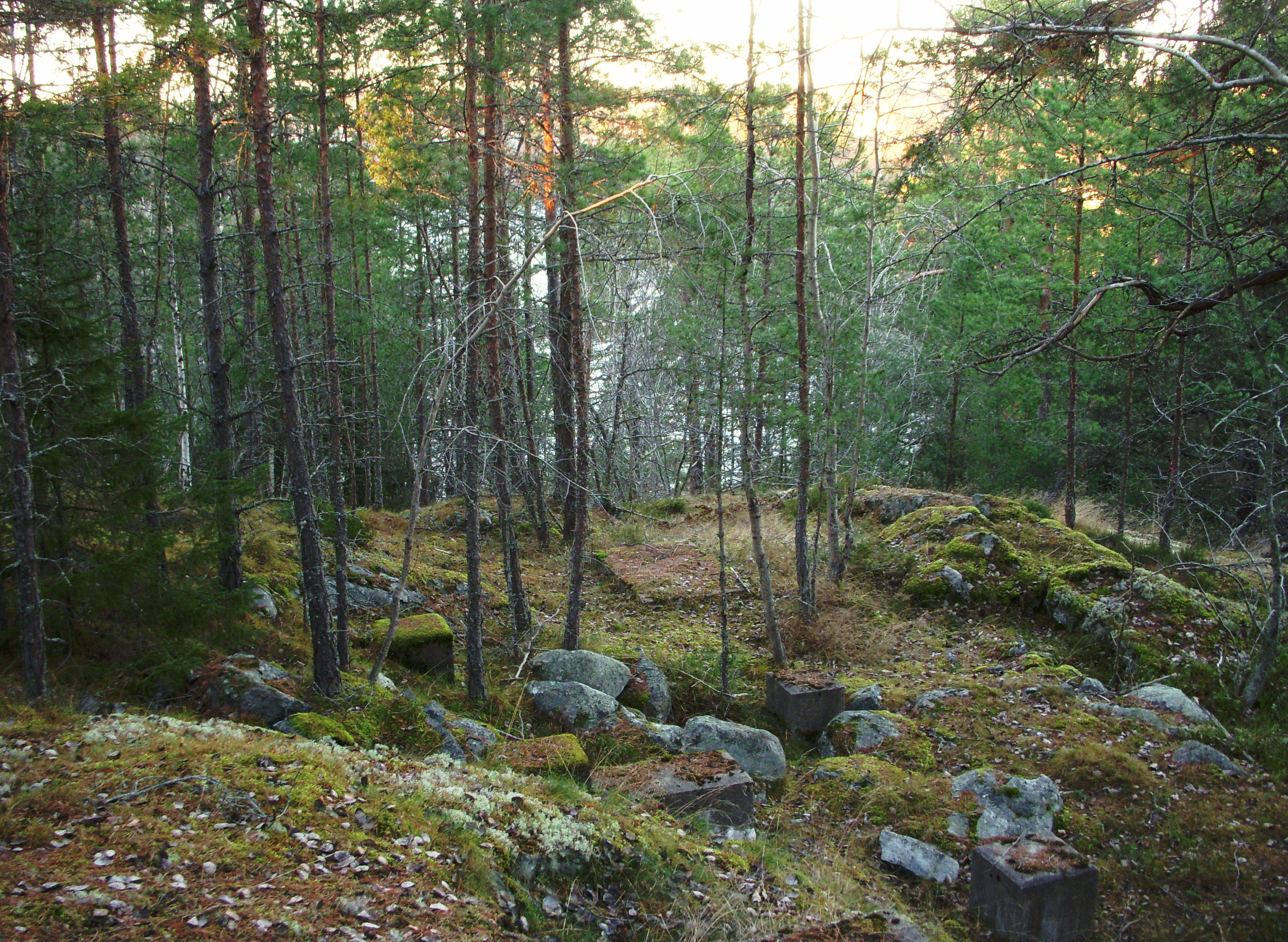
Kvarvarande fundament efter hoppbackens starttorn.
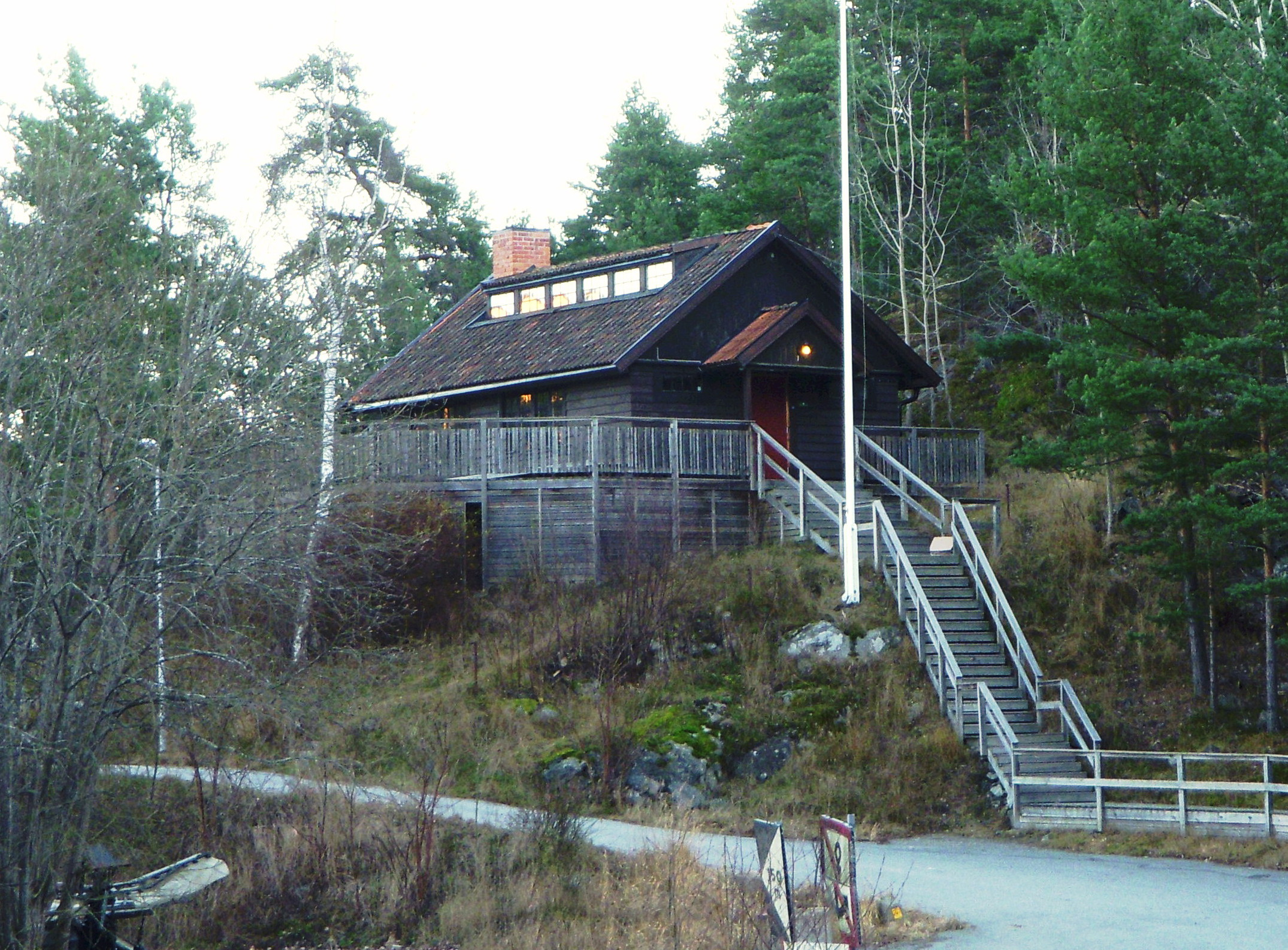
Klubbstugan
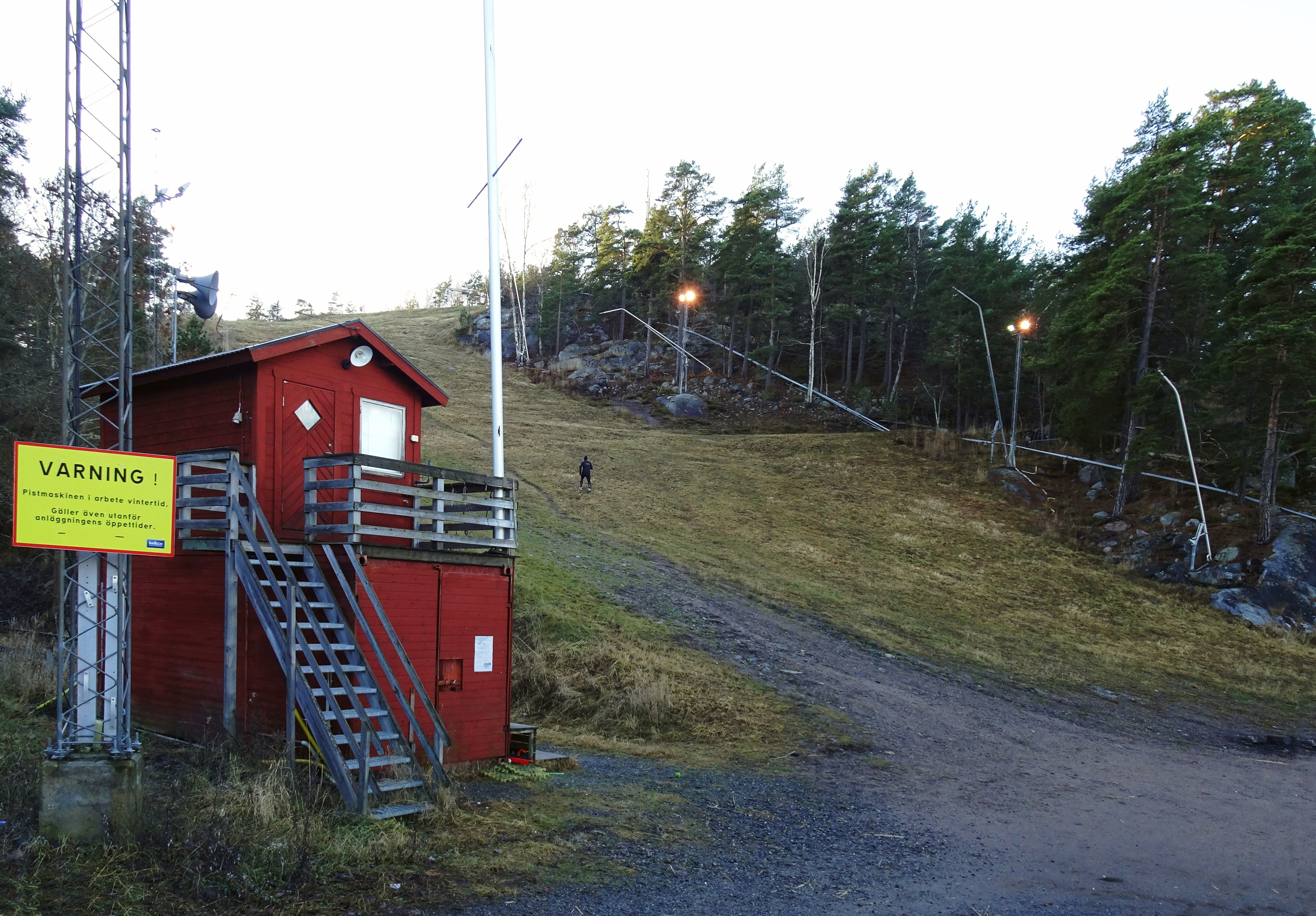
Vinterstadions slalombacke, december 2015
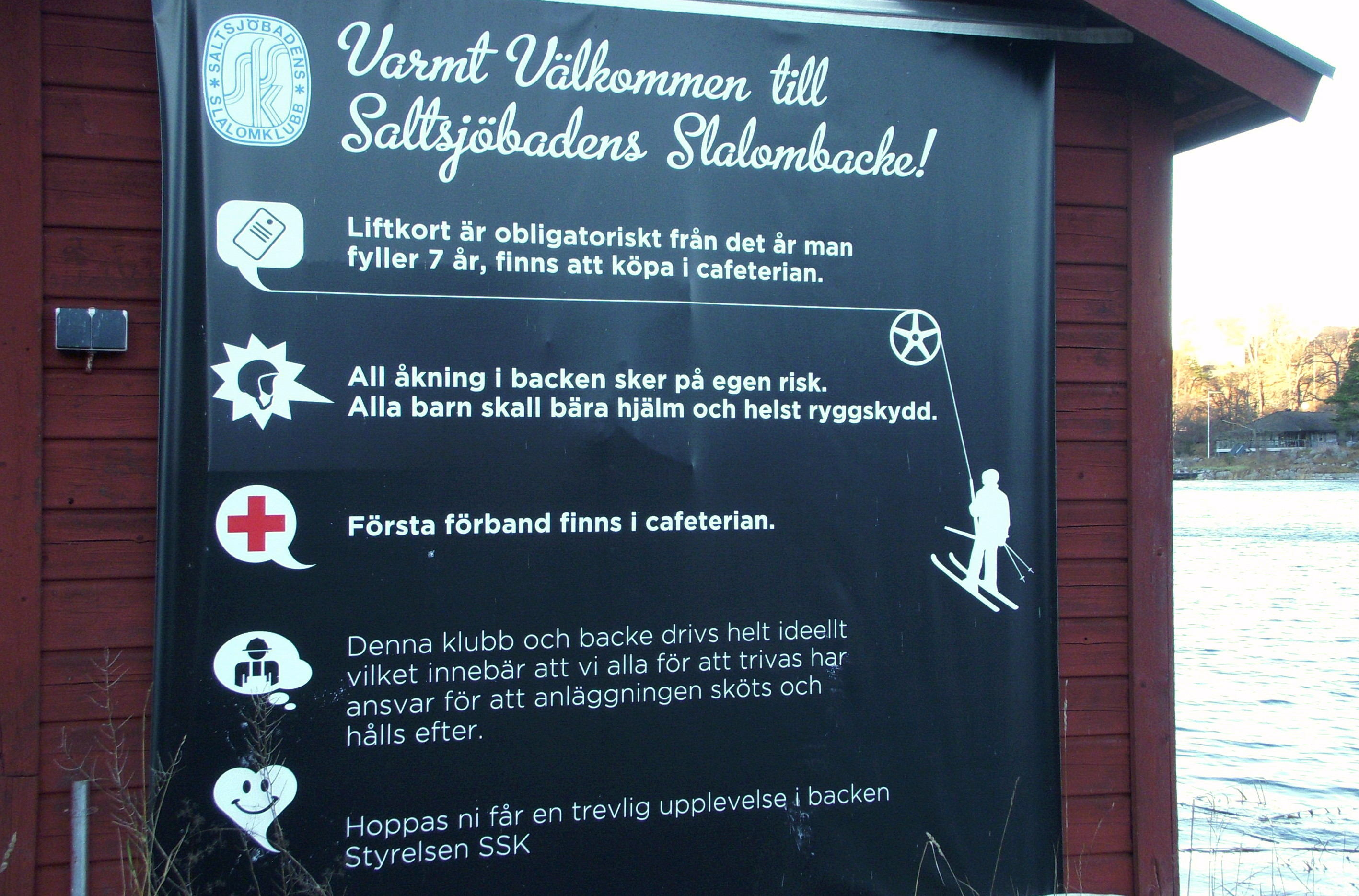
Välkommen till Saltsjöbadens slalombacke
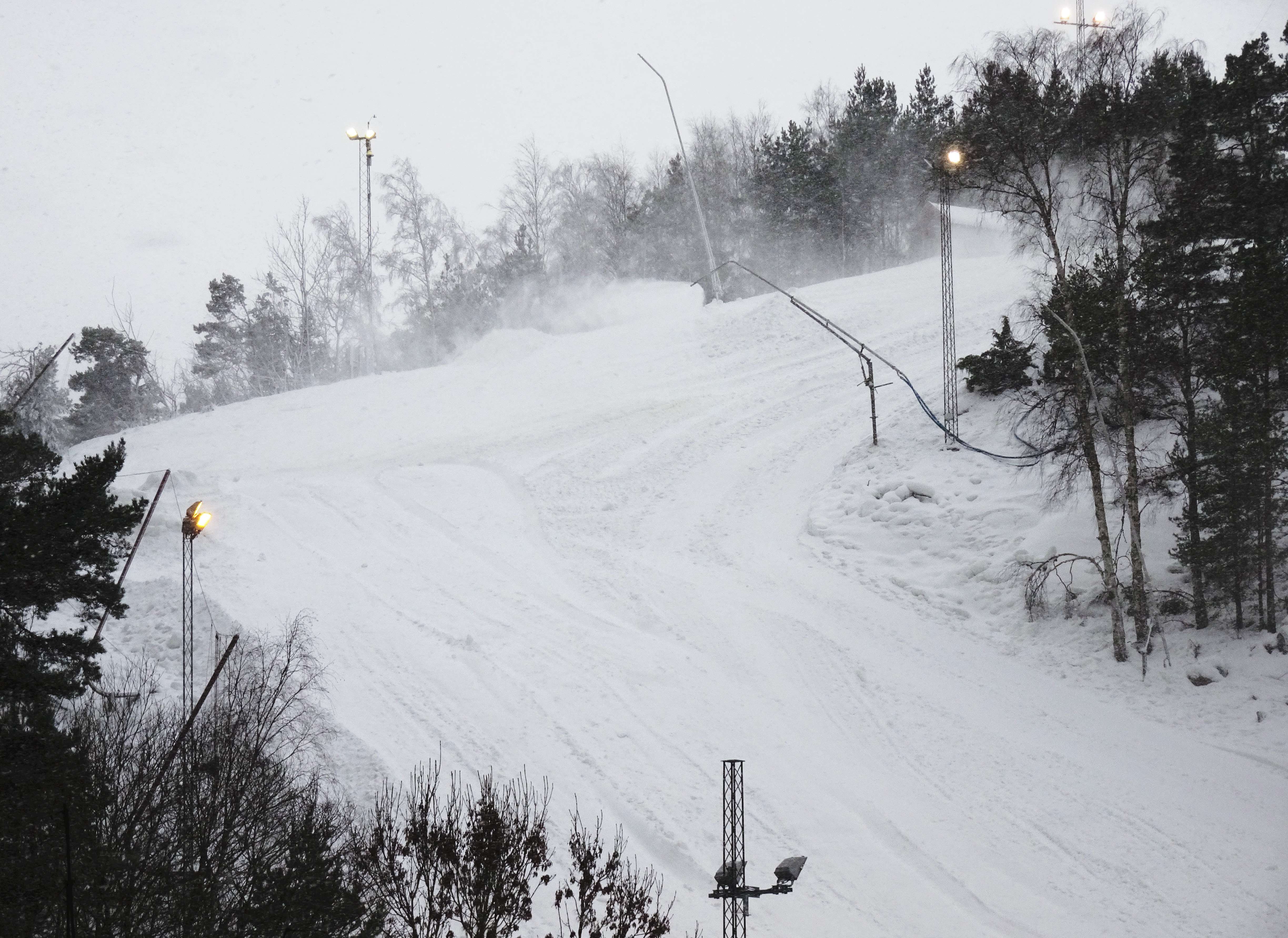
Saltsjöbadens slalombacke, januari 2016

## Saltsjöbadens bob- och rodelbana

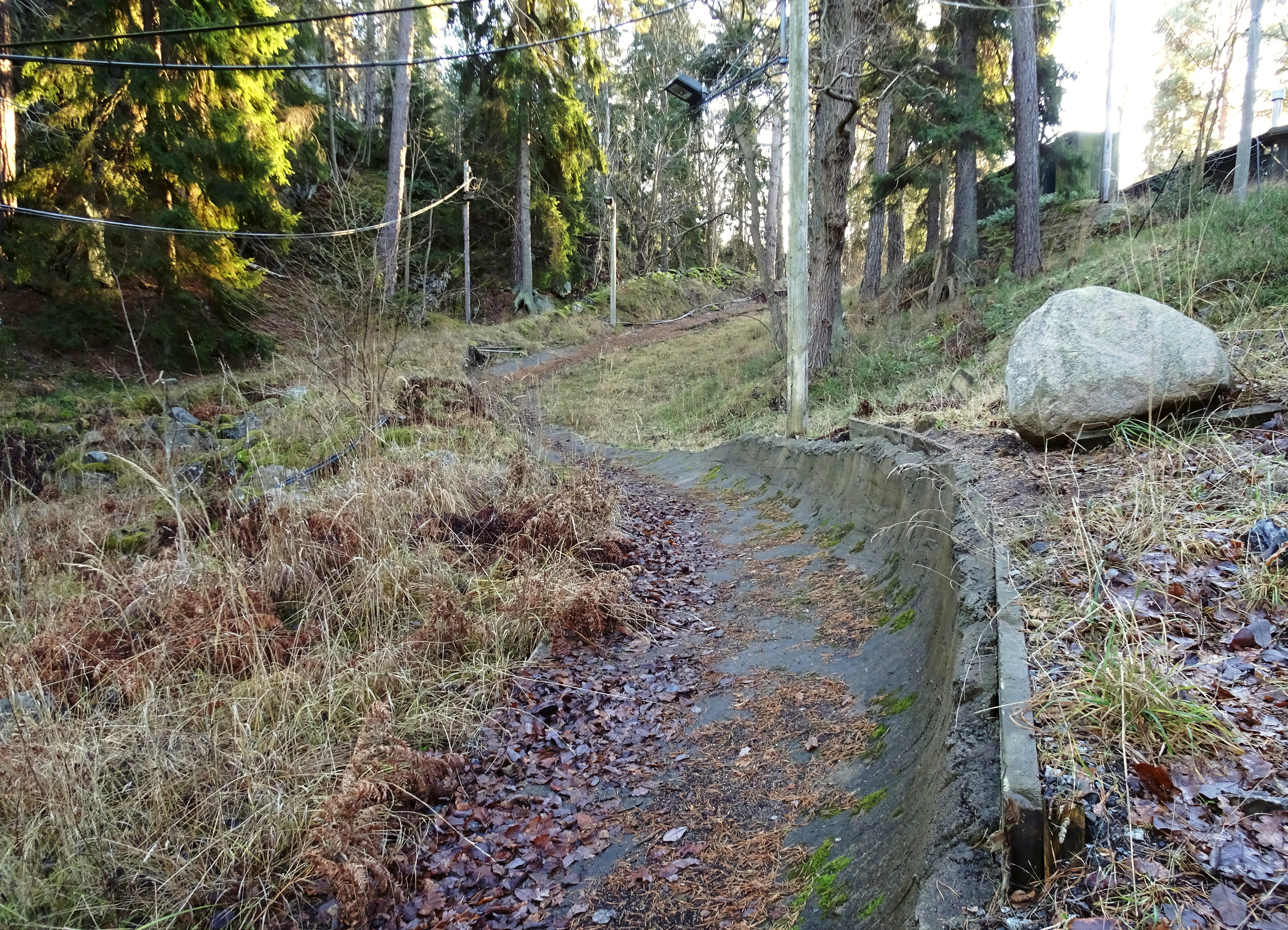
Rester efter Saltsjöbadens gamla bobbana från 1912.

På 1890-talet fanns en enklare kälkbana som startade på toppen av Ekorrbacken vid Villa Baggås och fortsatte utför Ringvägen, korsade Saltsjöbadens Strandpromenad och slutade på Hotellvikens is. 
År 1912 byggdes en cirka 300 meter lång bobbana för tävlingsändamål strax väster om Saltsjöbadens hoppbacke. Start var nära Solsidans station och mål Neglingevikens is. Än idag finns rester av banans betongränna och stenskoning som slingrar sig ner för berget. 
År 1956 byggdes banan om till Sveriges första rodelbana (längd 250 meter) och nyttjades sedan av Saltsjöbadens rodelklubb. På 1970-talet genomfördes ytterligare ombyggnader och en klubbstuga restes. År 2013 föll den gamla träkonstruktionen från 1950-talet för åldersstrecket och monterades delvis ner. Man ansåg att banan hade så många brister att den blivit farlig att åka i och reparation ansågs oekonomisk. Det finns planer på att bygga en ny 600 meter lång betongbana med 14 kurvor och en fallhöjd på 45 meter. Meningen är att banan skall kunna nyttjas både på vintern och sommaren (då med hjulförsedda kälkar).